# ترانه هرم
«ترانه هرم» (به انگلیسی: Pyramid Song) نام آهنگی از گروه آلترنیتیو راک انگلیسی ردیوهد است که در سال ۲۰۰۱ منتشر شد. این اولین تک‌آهنگ گروه از آلبوم فراموشکار بود که بعد از سه سال ردیوهد منتشر کرد چرا که آن‌ها هیچ‌کدام از آهنک‍های آلبوم کید ای را به صورت جداگانه منتشر نکردند.
ترانه هرم با اقبال عمومی در بریتانیا و دیگر نقاط دیگر دنیا دست پیدا کرد و در جدول فروش بریتانیا به رتبه پنجم رسید. این آهنگ یکی از پرطرفدارترین آهنگ‌های هواداران ردیوهد است و با وجود اینکه پخش رادیویی از آهنگ کم بوده‌است اما در اکثر اجراهای زنده ردیوهد ترانه هرم اجرا می‌شود. ردیوهد ترانه هرم را به عنوان یکی از نقاط قوت کارهای خود می‌دانند. به گفته اد اوبراین، تام یورک بعد از شنیدن نسخه اولیه آهنگ از آن به عنوان «بهترین آهنگی که تا به حال ضبط کردیم» یاد کرده‌است. در بین صد آهنگ برتر دهه رولینگ استون، ترانه هرم در رتبه ۹۴ ام قرار دارد.

## موسیقی و تاریخچه آهنگ
«ترانه هرم» در واقع قطعه‌ای مشتق شده از پیانو است که ترانه آن را نیز تام یورک نوشته‌است. آهنگ همچنین با هم‌نوازی سازهای زهی به رهبری جانی گرینوود همراه است. در این آهنگ فیل سلوی با تأثیر از موسیقی جز به نواختن درام می‌نوازد و تعدادی ساز الکترونیک و غیر الکترونیک قدیمی نیز توسط جانی گرینوود نواخته می‌شود. کالین گرینوود بر خلاف همیشه بیس را با دست چپ بالا می‌نوازد و در اجراهای زنده نیز صدای گیتار اد اوبراین نیز به گوش می‌رسد. یورک می‌گوید که «ترانه هرم» به شدت تحت تأثیر آهنگ «آزادی» اثر چارلز مینگوس است و حتی او نیز در آهنگ خود از صدای دست زدن استفاده کرده‌است. ردیوهد به همراه نایجل گودریچ تهیه‌کنندگی آهنگ را بر عهده داشتند.
در مواقع مختلفی از "ترانه هرم" به عنوان "ترانه مصری"و"چیزی برای ترسیدن وجود ندارد" نیز یاد می‌شود که تلخیصی از متن ترانه است.

### تأثیرات و ترانه
منبع ترانه آهنگ کمدی الهی دانته، بهشت، دوزخ، برزخ است. یورک همچنین گفته‌است که برخی از کتب مانند کتاب اموات و سیذارتا اثر هرمان هسه را نیز مد نظر داشته‌است. جمله "and we all went to heaven in a little row boat" تلخیصی از ترانه Clap Hands اثر تام ویتس که خود آن نیز از ترانه "The Clapping Song" از شیرلی الیس گرفته شده‌است.

## لیست آهنگ‌ها

### بریتانیا سی‌دی اول
1. Pyramid Song
2. The Amazing Sounds of Orgy
3. Trans-Atlantic Drawl

### بریتانیا سی‌دی دوم
1. Pyramid Song
2. Fast-Track
3. Kinetic